# Golden Earring
Golden Earring es una banda de hard rock neerlandesa, fundada en 1961 en La Haya como el nombre The Golden Earrings (hasta 1969). 
Alcanzaron la fama en todo el mundo con tres canciones de éxito internacional: "Radar Love" en 1973, "Twilight Zone" (alias "When the Bullet Hits the Bone") en 1982, y en menor medida, con "When the Lady Smiles" en 1984. Durante su carrera tuvieron casi 30 canciones en los primeros diez puestos de las listas neerlandesas. A lo largo de los años, produjeron 25 álbumes de estudio.

## Historia
Tuvieron gran éxito internacional con Eight Miles High, Going To The Run,  Joe, Radar Love, Angelina, Fluid Conduction, From Heaven From Hell, Another 45 Miles, Paradise in Distress, Twilight Zone, Long Blond Animal, Temporary Madness, Buddy Joe, Distant Love, Back Home, Kill Me (Ce Soir), Quiet Eyes y When The lady Smiles. 

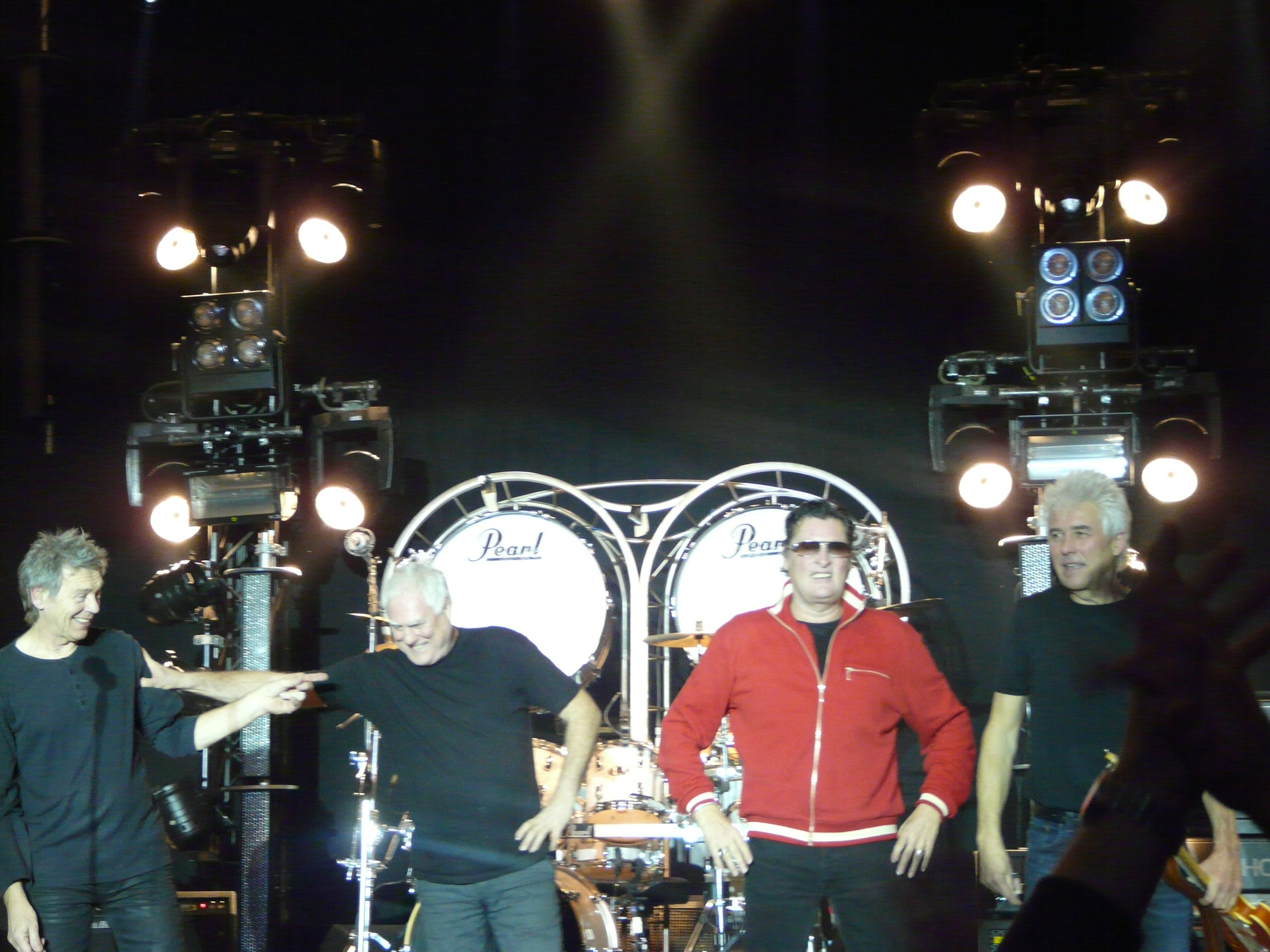
Golden Earring en el escenario.

En su país de origen consiguieron más de 30 álbumes de oro y de platino. Han vendido millones de álbumes a nivel mundial, y son una de las bandas de rock más antiguas en el mundo que aún están activas. Golden Earring tiene más de 35 álbumes en el mercado, y ha construido una impresionante reputación en vivo, a veces realizando más de 200 conciertos por año; han hecho giras casi todos los años desde su fundación. El 2009 marca el regreso de la banda al Reino Unido y el lanzamiento de un nuevo álbum de estudio.

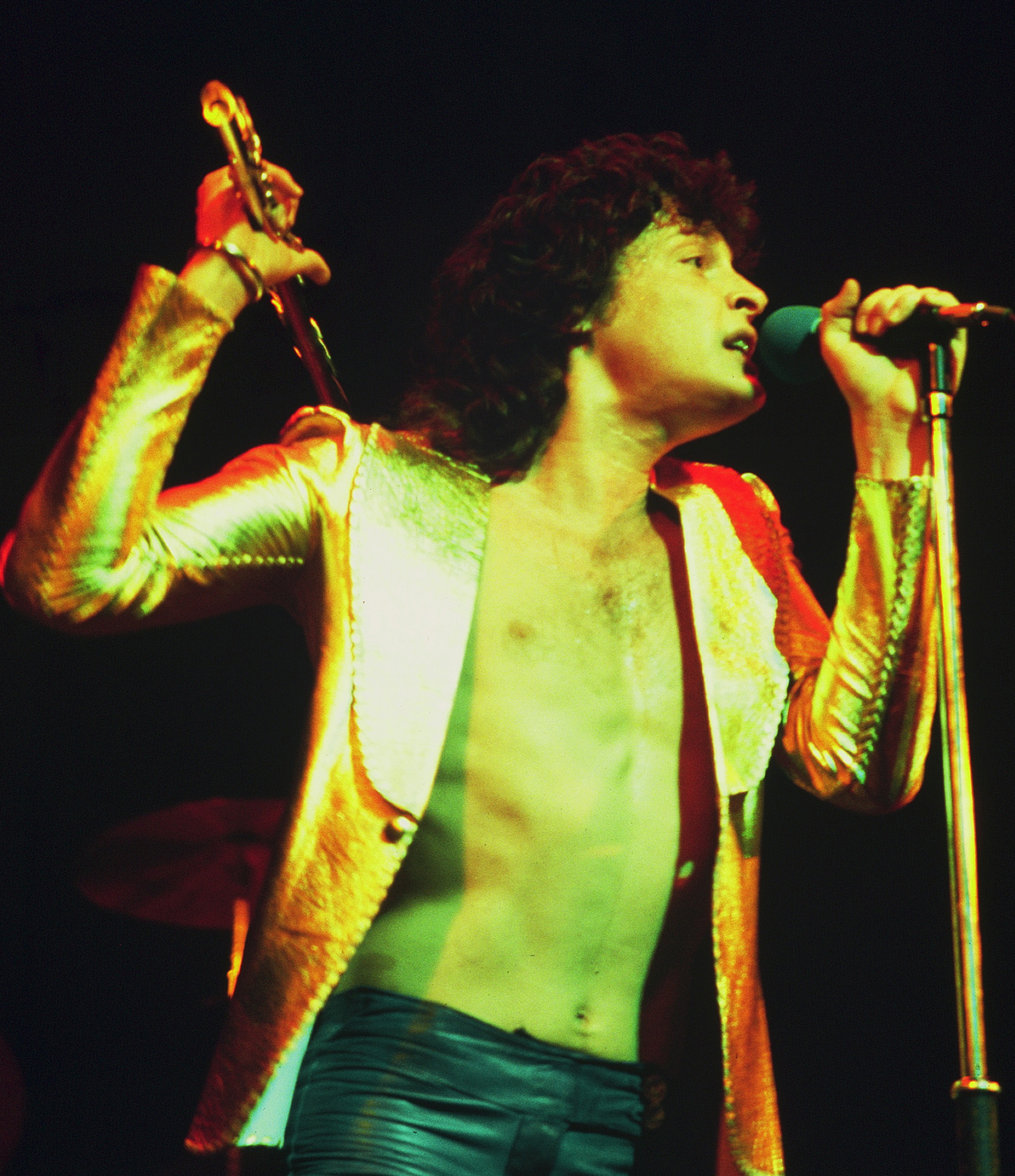
El vocalista Barry Hay en 1974.

## Miembros
Miembros actuales son: Barry Hay (voz, guitarra, flauta y saxo, miembro desde 1968), George Kooymans (cantante y guitarra, fundador de la banda), Rinus Gerritsen (bajo y teclado, miembro fundador), y Cesar Zuiderwijk (batería y percusión, miembro desde 1970).

## Discografía

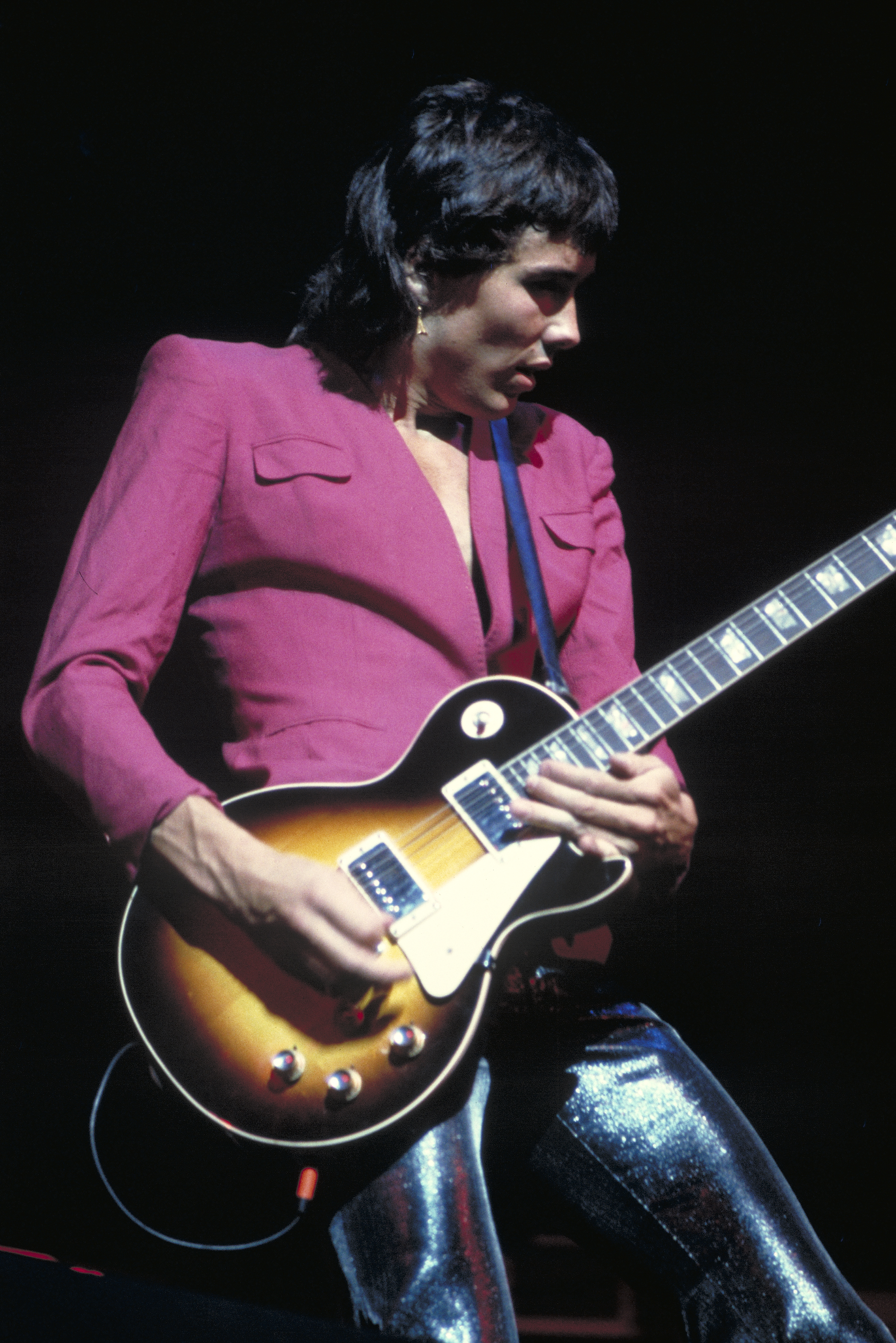
El guitarrista George Kooymans en 1974.

### Álbumes de estudio
- 1965 Just Earrings
- 1966 Winter-Harvest
- 1967 Miracle Mirror
- 1968 On the Double (2CD)
- 1969 Eight Miles High
- 1970 Golden Earring (also known as: Wall of Dolls)
- 1971 Seven Tears
- 1972 Together
- 1973 Moontan (con Radar Love)
- 1974 Switch
- 1975 To the Hilt
- 1976 Contraband (Mad Love in USA))
- 1977 Live (live 2CD)
- 1978 Grab It for a Second
- 1979 No Promises...No Debts
- 1980 Prisoner of the Night
- 1981 2nd Live (live 2CD)
- 1982 Cut (con Twilight Zone)
- 1983 N.E.W.S. (con When the Lady Smiles)
- 1984 Something Heavy Going Down (en vivo Live from the Twilightzone)
- 1986 The Hole
- 1989 Keeper of the Flame
- 1991 Bloody Buccaneers
- 1992 The Naked Truth (unplugged en vivo)
- 1994 Face It (partially unplugged)
- 1995 Love Sweat (covers)
- 1997 Naked II (unplugged en vivo)
- 1999 Paradise in Distress
- 2000 Last Blast of the Century (en vivo/live concert)
- 2003 Millbrook U.S.A.
- 2005 Naked III, Live at the Panama (unplugged en vivo)
- 2006 Live In Ahoy (en vivo)
- 2012 Tits 'n Ass

### Compilaciones
- 1968 Greatest Hits (Polydor)
- 1970 The Best of Golden Earring (America release)
- 1973 Hearing Earring
- 1977 Story
- 1981 Greatest Hits, Vol. 3
- 1988 The Very Best, Vol. 1
- 1988 The Very Best, Vol. 2
- 1989 The Continuing Story of Radar Love
- 1992 Radar Love
- 1994 Best of Golden Earring (Europa)
- 1998 The Complete Naked Truth
- 1998 70s & 80s, Vol. 35
- 2000 Greatest Hits
- 2001 Devil Made Us Do It: 35 Years
- 2002 Singles 1965-1967
- 2002 Bloody Buccaneers/Face It
- 2003 3 Originals